# NGC 3747
NGC 3747 é uma galáxia espiral (S?) localizada na direcção da constelação de Draco. Possui uma declinação de +74° 22' 44" e uma ascensão recta de 11 horas, 32 minutos e 31,2 segundos.
A galáxia NGC 3747 foi descoberta em 2 de Abril de 1801 por William Herschel.